# مسجد کربلایی عبدالله
مسجد کربلایی عبدالله (انگلیسی: Kerbelayi Abdulla Mosque) یک مسجد قدیمی و بنای تاریخی معماری است که در شهر باکو، پایتخت جمهوری آذربایجان واقع شده است. این مسجد که در سال ۱۸۹۴ توسط نیکوکار عبدالله زربالی‌اف ساخته شد، با تصمیم شماره ۱۳۲ کابینه جمهوری آذربایجان در تاریخ ۲ اوت ۲۰۰۱ در فهرست آثار تاریخی و فرهنگی مهم بومی قرار گرفت.